# Marauder (álbum)
Marauder es el sexto álbum de estudio de la banda neoyorkina de rock Interpol. Fue lanzado el 24 de agosto de 2018, a través de Matador Records. Fue producido por Dave Fridmann y grabado en su estudio, Tarbox Road, en Cassadaga, Nueva York.

## Antecedentes
En septiembre de 2016, el cantante y guitarrista de Interpol, Paul Banks, reveló en una entrevista que la banda reanudaría la música en el otoño de 2016. Comenzaron a realizar sesiones de ensayo en octubre del mismo año. En enero de 2017, anunciaron oficialmente que su sexto álbum de estudio sería lanzado en 2018 a través de Matador Records. Se tomaron un descanso de la grabación del álbum más adelante en el año para que pudieran comenzar la gira de aniversario de su álbum debut, Turn on the Bright Lights (2002). La gira duró de agosto a octubre de 2017. Luego reanudaron el trabajo en el álbum. La banda reveló en mayo de 2018 que el álbum estaba en su etapa de masterización.

## Promoción
Durante la gira de aniversario de Turn On the Bright Lights a finales de 2017, la banda incluyó una canción de Marauder, luego titulada "Real Life", en la parte de encore de su setlist. El 24 de mayo de 2018, Pitchfork filtró el nombre del álbum cuando se incluyó accidentalmente en su "Guía de nuevos álbumes: lista de verano de 2018". El nombre del álbum fue eliminado posteriormente. En junio, la banda comenzó a publicar un conjunto de imágenes crípticas en las redes sociales. Una de las imágenes mostraba un mural con las coordenadas impresas, con la imagen que decía "tal vez sea el momento"; estas coordenadas conducirían a la Ciudad de México. También publicaron un enlace a una página de RSVP para un evento en la Ciudad de México que tuvo lugar el 7 de junio a las 9:30 a. m. y a las 11:30 a. m. CDT, en el cual presentaron el álbum.

## Lista de canciones
| Marauder |                              |          |  |
| N.º      | Título                       | Duración |  |
| 1.       | «If You Really Love Nothing» | 4:26     |  |
| 2.       | «The Rover»                  | 3:38     |  |
| 3.       | «Complications»              | 3:55     |  |
| 4.       | «Flight of Fancy»            | 3:52     |  |
| 5.       | «Stay in Touch»              | 4:54     |  |
| 6.       | «Interlude 1»                | 1:02     |  |
| 7.       | «Mountain Child»             | 3:09     |  |
| 8.       | «NYSMAW»                     | 3:17     |  |
| 9.       | «Surveillance»               | 4:14     |  |
| 10.      | «Number 10»                  | 3:14     |  |
| 11.      | «Party's Over»               | 3:40     |  |
| 12.      | «Interlude 2»                | 1:04     |  |
| 13.      | «It Probably Matters»        | 4:09     |  |

## Músicos
Interpol
- Paul Banks – Voz, Guitarra rítmica y Bajo
- Daniel Kessler – Guitarra líder, Piano
- Sam Fogarino – Batería y Percusión

### Adicionales
- Dave Fridmann– Mezclador